# Idalus admirabilis
Idalus admirabilis är en fjärilsart som beskrevs av Pieter Cramer 1777. Idalus admirabilis ingår i släktet Idalus och familjen björnspinnare. Inga underarter finns listade i Catalogue of Life.

## Bildgalleri

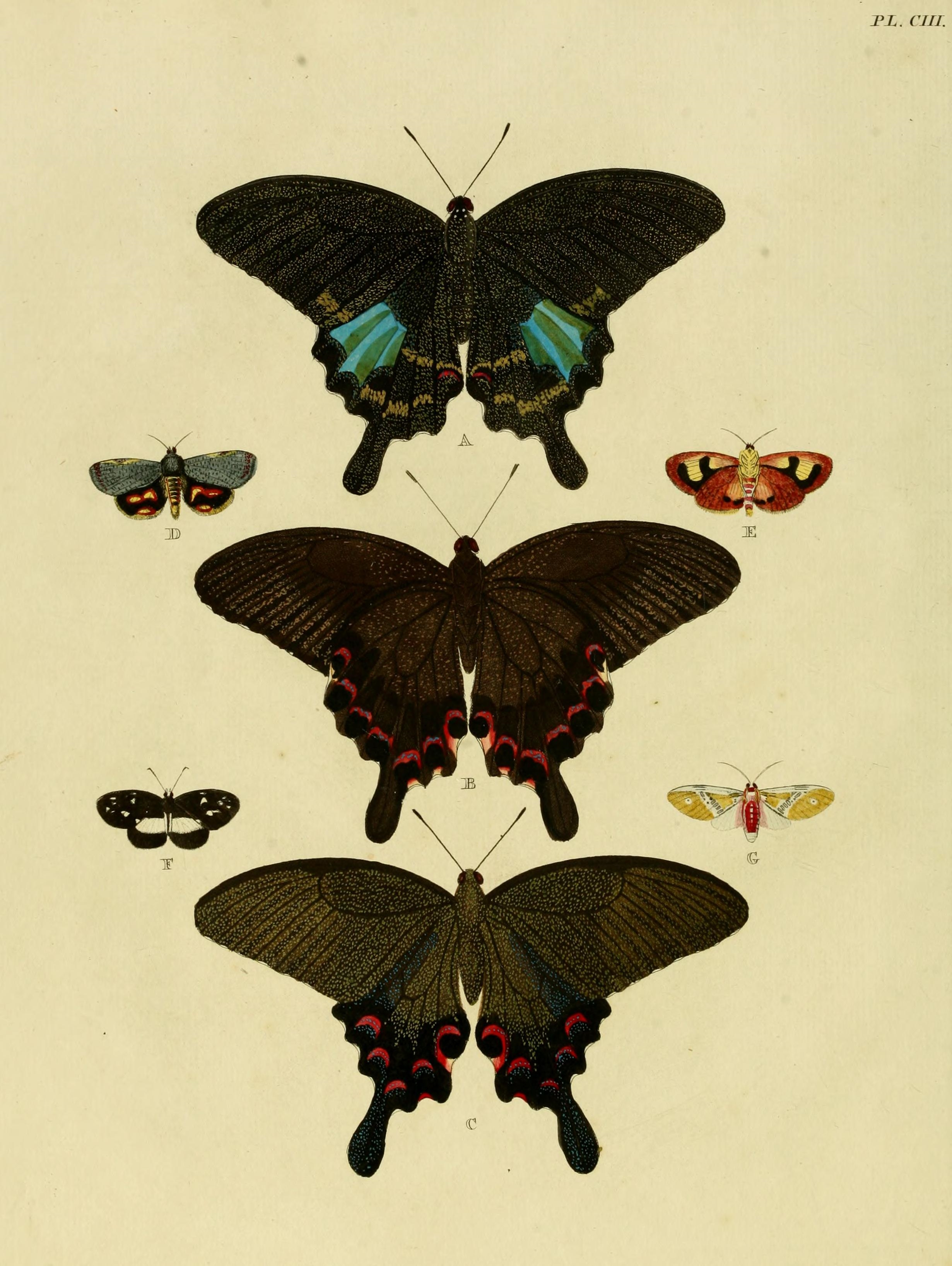